# Trisateles turbo
Trisateles turbo là một loài bướm đêm trong họ Erebidae.